# Stazione di Mendrisio San Martino
La stazione di Mendrisio San Martino è una fermata ferroviaria della ferrovia del San Gottardo posta a servizio del territorio di Mendrisio. L'impianto è gestito dalle Ferrovie Federali Svizzere (FFS).

## Storia
La fermata venne attivata il 15 dicembre 2013.

## Strutture e impianti
La fermata dispone di due binari passanti, ciascuno servito da un marciapiede.

## Movimento
Dal cambio orario del 5 aprile 2021, la fermata è servita dai treni delle linee S10, S50 e S90 della rete celere del Canton Ticino, effettuati da TiLo.